# 皮亞薩鎮區 (伊利諾伊州澤西縣)
皮亞薩鎮區（英語：Piasa Township）是位於美國伊利諾伊州澤西縣的一個行政鎮區。

## 地方資料
根據2010年美國人口普查的數據，皮亞薩鎮區的面積為93.60平方千米，當中陸地面積為93.20平方千米，而水域面積為0.30平方千米。當地共有人口3193人，而人口密度為每平方千米34.11人。